# Nántű
Nántű (Hurezu Mare) falu Romániában. Szatmár megye egyik települése.

## Fekvése
Tasnád városától délkeletre fekszik.

## Története
Nántű és környéke már az őskorban megtelepült hely volt, ahol többször kerültek elő kő-és bronzkori leletek.
Első említése 1424-ből származik.
A 14–15. században a bélteki uradalom-hoz tartozott.
1555-ig a Drágffy család birtoka volt.  Nevét ekkor Nanthew-nek írták, majd az erdődi uradalom-mal, s később a daróczi uradalommal a szatmári vár tartozéka volt.
1646-ban Kemény János és felesége Kállay Zsuzsanna kapták királyi adománnyal.
A szatmári béke után gróf Károlyi Sándor birtokába került.
A 18. században a Károlyi család sváb telepesekkel népesítette újra négy generáción át – Károlyi Sándor (1669–1743), Károlyi Ferenc (1705–1758), Károlyi Antal (1732–1791), Károlyi József (1768–1803). A Károlyi-birtokok három részre oszlásakor Károlyi Györgyhöz került, a 20. század elején Károlyi Gyula örökösei voltak birtokosai.
1919-ig Magyarországhoz tartozott, Szatmár vármegye részeként. 1910-ben 930 román, magyar és német lakosa volt.
1992-ben 603 román és magyar nemzetiségű lakos lakta. (A magyarok a lakosság 11%-át alkotják.)
Nántű határához tartozott a 20. sz. elején Farkasorra tanya is.
A település helynevei legnagyobbrészt magyarok, melyek közül figyelemreméltó a Nyilastábla és a Várdomb.
A Várdomb-ról a néphagyomány azt tartotta, hogy ott valaha vár állott, melynek kőmaradványait a szomszédos  Alsószopor görögkatolikus templomának építéséhez használták fel. Azonban az valószínűleg nem vár, hanem csak őrtorony lehetett.

## Nevezetességei

### Híres szülötte
- Erdős Imre Pál (Nántű, 1916. november 3. – Szatmárnémeti, 1987. szeptember 20.) festő, grafikus.